# Diomys crumpi
Diomys crumpi (Thomas, 1917) è l'unica specie del genere Diomys (Thomas, 1917), diffusa nel Subcontinente indiano e in Indocina.

## Descrizione

### Dimensioni
Roditore di piccole dimensioni, con lunghezza del corpo tra 100 e 135 mm, la lunghezza della coda tra 110 e 135 mm, la lunghezza del piede tra 24 e 28 mm e la lunghezza delle orecchie tra 20 e 26 mm.

### Caratteristiche craniche e dentarie
Il cranio è delicato e presenta un muso allungato e gli incisivi relativamente chiari, inclinati in avanti e spesso attraversati da solchi ben distinti.
Sono caratterizzati dalla seguente formula dentaria:

### Aspetto
La pelliccia è soffice, setosa e corta. Le parti superiori variano dal grigio-nerastro scuro al grigio-brunastro, mentre le parti inferiori sono bianco-grigiastre. Le orecchie sono relativamente grandi e color marrone scuro. Le zampe sono bianche. I piedi hanno cuscinetti notevolmente ridotti, quattro alla base di ogni dito e uno piccolo al centro della pianta nella zona dei metatarsi. Il pollice è corto e ridotto. Il primo e il quinto dito dei piedi sono della stessa lunghezza, ma più corti dei 3 centrali. La coda è lunga quanto la testa ed il corpo, è marrone scuro sopra e bianco-grigiastra sotto.

## Biologia

### Comportamento
È una specie fossoria e principalmente notturna.

## Distribuzione e habitat
Questa specie è diffusa nel Nepal occidentale, gli stati indiani del Bihar, Manipur e nel Myanmar settentrionale.
Vive nelle foreste umide decidue, foreste tropicali sempreverdi e temperate a foglia larga. Non è chiaro se popoli anche campi e piantagioni.

## Conservazione
La IUCN Red List, considerato che finora sono noti solo pochi esemplari, classifica D.crumpi come specie con dati insufficienti (DD).